# سیارک ۱۰۰۶۴
سیارک ۱۰۰۶۴ (به انگلیسی: 10064 Hirosetamotsu، نامگذاری:1988UO)۱۰۰۶۴مین سیارک کشف شده‌است که در ۳۱ اکتبر ۱۹۸۸ کشف شد.